# Мурад, Орхан
Орхан Мурад (болг. Орхан Мурад, тур. Orhan Murad; род. 27 января 1967, Кырджали, Народная Республика Болгария) — болгарский музыкант, певец и продюсер.

## Биография
Родился 27 января 1967 года в городе Кырджали в турецкой семье. С рождения страдал слепотой. Обучался в школе для слепых детей в Варне.
Несмотря на свои трудности, начал играть на пианино в возрасте 8 лет, а на гитаре — в 13 лет. В 8-м классе создал свою первую школьную группу, в которой, помимо игры на гитаре, проявил себя и как вокалист, поскольку оказалось, что он лучше всех поет. Таким образом, он начал параллельно развивать свои навыки игры и пения. В 15 лет поступил в Софийскую школу для слепых детей, где создал рок-группу «Лотос», ставшую одной из ведущих в истории новой волны в Болгарии 80-х.
Окончив среднюю школу, подал документы в консерваторию на факультет вокала, но его не приняли, хотя он был единственным из 120 претендентов, кто пел и аккомпанировал себе на фортепиано. Тогда великий эстрадный певец и музыкальный педагог Георгий Кордов сказал ему больше не подавать заявления, потому что его не смогут научить на курсах «техника микрофона» и «сценическое мастерство» из-за его слепоты. Но это не помешало Орхану изучать классическую гитару, поскольку считал, что классическая гитара будет для него самой легкой. Через 2 года подал заявку и занял 2-е место. Поскольку ему с юных лет приходится самому заботиться о своем пропитании, то он зарабатывает на свадьбах и крестинах, на всевозможных банкетах в качестве барабанщика в виду отсутствия такой вакансии. Благодаря этому он сблизил себя к народной музыке. В Академии изучал как классическое, так и джазовое искусство. Что дало ему возможность развиваться во многих направлениях и прикоснуться практически ко всем жанрам музыки. 
В 1992 году с отличием оканчивает вуз. По словам профессора Манола Тодорова, Орхан Мурад был одним из лучших студентов вуза.
Оказавшись по окончании университета безработным, по прежнему зарабатывает деньги на свадьбах и торжествах. В 1995 году вместе со своим одноклассником, коллегой и другом Станимиром Колевым выпустил свой первый альбом под названием «Ах, женщины», а группу назвали дуэтом «Южный бриз». Аранжировки песен и музыка принадлежат им, за исключением 3 песен из альбома (народная песня и две кавер-версии). Станимир пишет тексты песен, а Орхан сочиняет музыку. Их первый альбом имел успех. Сразу после этого они расстались, так как Колев решил изучать юриспруденцию в Софийском университете, а Мурад пошел своей дорогой.
Первый сольный альбом Орхана Мурада увидел свет в в 1996 году. 1 мая 1998 года вышел альбом «Тысяча солнц», который осенью того же года завоевал все возможные награды — как альбом года, а Мурада — как певца и композитора года. В следующем году Мурад получил множество наград. В 2000 году песня «Ты уходишь» на музыку Орхана Мурада завоевала первую премию на конкурсе «Фракия Фолк» в 2000 году. Он выпускает два альбома на турецком языке, которые имели большой успех, особенно в плане ангажементов в Турции - «Aşk» (2002) и «Dunya Güzeli» (2004). Среди них был «Мое солнце» (2003), также с несколькими хитами, такими как «Матери моего ребенка» (посвященный жене), «Братья по чашке» и т.д. В конце 2005 года записал альбом болгарских народных песен. Им были отобраны 13 песен, в основном из фольклорных регионов Родопи и Македонии, записал их и выпустил в альбоме «Любимые народные песни». 
В дальнейшем решает заняться благотворительной деятельностью, направленную на помощь таким же слепым детям, каким является и он сам. Он создает собственный танцевальный ансамбль и исполнял песни из фольклорного альбома на концертах в муниципалитетах. Эту идею поддерживают многие мэры, и концерты проходят с огромным успехом. В мае 2007 года он подписал контракт с лейблом Пайнер. За несколько месяцев собрал несколько песен, не вошедших в ранние альбомы, добавил к ним 6 новых песен и совместно со своими продюсерами выпустил альбом «Единствена». Весной 2008 года принимает участие в программе «Пой со мной» на «Шоу Славы». В это же время устраивается на работу в Театрально-музыкальный центр в Кырджали, где работает там музыкальным руководителем.
В 2006 году создает фонд «Шанс детям». Целью проекта является поддержка музыкально одаренных слепых и слабовидящих детей, а также детей социально неблагополучных родителей, которые не в состоянии финансировать внешкольное образование своих детей. В 2009 и 2011 годах были выпущены 2 альбома на турецком языке – «Serefe, Be Dostlar» и «Sevilen Turkuler». В этот период он продолжал записывать собственные песни.
В 2024 году принимал участие в трехчасовом концерте «Золотые хиты» на Арене София.

## Личная жизнь
С 2002 по 2021 год был женат на певице Шенай. От их брака родились две дочери — Александра Кузеза и Сьюзи Мурад, которая получила известность как певица Сусанита.

## Дискография

### Студийные альбомы
- 1995 — Ах, жени
- 1996 — Какъв живот
- 1998 — Хиляди слънца
- 1999 — Без глас
- 2000 — Избрано+
- 2001 — Орхан Мурад
- 2002 — Аşk
- 2003 — Слънце мое
- 2004 — Dünya güzeli
- 2005 — Любими народни песни
- 2007 — Единствена
- 2012 — Един за друг
- 2017 — Любовни балади

### Прочие песни
- 1996 — Годините летят, дует с Венета Шапкова
- 1996 — Две съдби, дует с Валентина Моралийска
- 2008 — Пей с мен
- 2009 — Дай ми, дай, дует с Central Side
- 2009 — И наяве, и насън
- 2010 — Ще има слънце, дует с Крис
- 2010 — Baka, baka
- 2010 — Beni sana gotur
- 2011 — Десетка си, дует с Jore Dos
- 2011 — Като се напия, дует с Jore Dos
- 2011 — Хиляди слънца (ремикс)
- 2011 — Чакаш, майко
- 2012 — Asla vazgeçmem, дует със Севджан Рамадан
- 2012 — Eksik, дует със Севджан Рамадан
- 2012 — Sevdiğim dia, дует със Sindikat
- 2012 — Leylim ley, дует със Севджан Рамадан
- 2012 — Biz ayrılamayız, дует със Севджан Рамадан
- 2012 — Един за друг
- 2012 — Няма стоп
- 2012 — Кажи ми „да“
- 2013 — Hak ve özgürlük
- 2013 — Трябва да блестиш
- 2013 — Ама да, дует с Деси Иванова
- 2013— Един живот, дует с Шенай
- 2014 — Нашият град
- 2014 — Adı aşk olsun diyelim, дует със Севджан Рамадан
- 2014 — Gedikte durdular
- 2014 — En büyük insanlar
- 2014 — Dilyara
- 2014 — Firuze
- 2014 — Тяло в тяло, дует с Шенай
- 2015 — Без теб
- 2016 — Доживотна присъда любов, дует с Шенай
- 2018 — Открихме сезона, дует със Сузанита
- 2019 — Ти забрави
- 2019 — Хайде идвай си, братко
- 2021 — Не ми пука
- 2023 — Никога не вярвай на жена, дует с Нина Иванова
- 2023 — Измамница, дует с Миро Цанков
- 2023 — Честит юбилей на 50